# 7095 Lamettrie
7095 Lamettrie eller 1992 SB22 är en asteroid i huvudbältet som upptäcktes den 22 september 1992 av den belgiske astronomen Eric W. Elst vid La Silla-observatoriet. Den är uppkallad efter den franske läkaren och filosofen Julien Offray de La Mettrie.